# Association sportive de Strasbourg (football)
 (avril 2023).
Si vous disposez d'ouvrages ou d'articles de référence ou si vous connaissez des sites web de qualité traitant du thème abordé ici, merci de compléter l'article en donnant les références utiles à sa vérifiabilité et en les liant à la section « Notes et références ».
Pour le club omnisports, voir Association sportive de Strasbourg.
Ne doit pas être confondu avec Racing Club de Strasbourg.
L'Association sportive de Strasbourg, abrégé en AS Strasbourg, est un club français de football basé dans la ville de Strasbourg.
Créé sous le nom de Straßburger Fussball Club, le club était l'un des plus performants du sud de l'Allemagne aux débuts du football dans l'empire allemand, au tournant du siècle, et a remporté le championnat d'Allemagne du Sud en 1900.
Le club est présidé par Fabio De Luca et entraîné par Steeves Waldeck. Il s'agit de la section à l'origine du club omnisports de l'Association sportive de Strasbourg.

## Historique

### Des débuts glorieux (1890-1914)
Le club a été vraisemblablement fondé en 1890 ou 1892 par des élèves et des étudiants sous le nom de Straßburger Fußball Club (SFC). C'est surtout sous l'impulsion de Walther Bensemann, venu de Karlsruhe à Strasbourg en 1893 que le club pris son essor. La première rencontre des Strasbourgeois eut lieu en octobre 1892 contre le Karlsruher FV et se termina par un score de 1 à 1.
Le 28 mai 1893, le SFC était membre fondateur de la Süddeutsche Fußball-Union (de). La création de l'association était due à l'initiative de Walther Bensemann, capitaine des Strasbourgeois et futur fondateur du journal sportif Der Kicker. Il n'existait pas encore de compétition de ligue supra-régionale dans le sud de l'empire allemand à cette époque, mais grâce aux nombreux contacts avec d'autres clubs, des équipes de différentes villes se rencontraient tout de même. Avec Walther Bensemann, Gustav Manning et Ivo Schricker, l'équipe comptait dans les premières années quelques pionniers importants du football en Allemagne. Une victoire de 10 à 0 contre le Karlsruher FV en mars 1897, au cours de laquelle Ivo Schricker marqua sept buts, fut un moment fort de l'histoire. Le 24 décembre 1898, le Straßburger FC fusionna avec le FC Celeritas Strasbourg pour former le Straßburger SV, qui fut rebaptisé Straßburger Fußball-Verein (SFV) dès 1899.

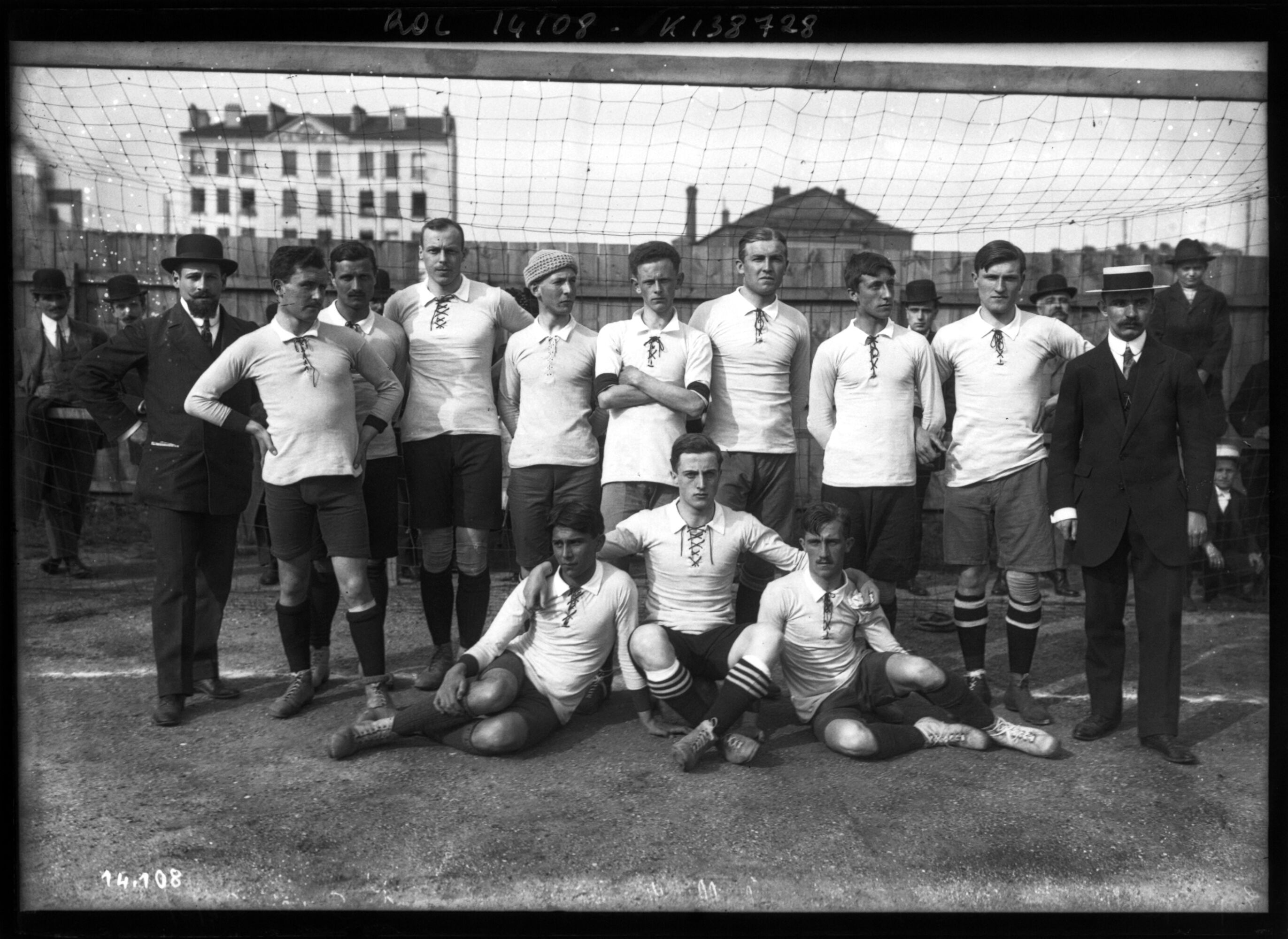
Équipe du SFV prise le 21/5/1911 lors du match opposant le Strassburger Fussball Verein au Red Star Amical Club à Saint-Ouen gagné 4 buts à 1,.

La première association de football du sud de l'Allemagne à organiser un championnat fut le Verband Süddeutscher Fußball-Vereine (de) (VSFV), fondé en 1897. Le SFV a remporté le championnat d'Allemagne du Sud en 1898/1899. En finale, l'adversaire était le Karlsruher FV, qui devint le "champion en série" de la VSFV au cours des années suivantes. A cette époque, il n'existait pas encore de phase finale à l'échelle de l'empire allemand. En janvier 1900, les Strasbourgeois étaient l'un des 86 clubs présents à l'assemblée constitutive de la Fédération allemande de football. Lorsque celle-ci organisa pour la première fois un championnat allemand en 1902/03 et qu'une ligue fut mise en place pour la première fois en 1903/04, la grande époque du SFV était déjà révolue. Au cours de cette saison, l'équipe a certes remporté le championnat de l'Oberrheingau, mais a ensuite échoué en quart de finale de la phase finale du sud de l'Allemagne. En 1908, le championnat de l'Union des clubs de football de Strasbourg est remporté. De 1909 à 1912, le club retrouve la première division du sud de l'Allemagne pour trois ans et le gardien Eberhardt Illmer est appelé en 1909 pour un match international de l'équipe nationale allemande. Le 15 août 1912, le SFV fusionna avec le Straßburger FC Donar pour former le Straßburger SV (SSV). En 1914, le SSV remporta le championnat de la classe A dans le district sud du VSFV.

### L'AS Strasbourg dans l'entre-deux-guerres (1919-1939)
Après la fin de la Première Guerre mondiale, l'ancien Reichsland Elsaß-Lothringen a été dissous et la région faisait désormais partie de la France. En 1920, la SSV devint l'Association Sportive de Strasbourg, en abrégé AS Strasbourg (ASS). Par la suite, l'AS Strasbourg tenta de renouer avec ses succès passés, mais ne parvint pas à sortir de la deuxième division. Entre 1920 et 1932, cinq joueurs ont joué pour l'équipe nationale française de football.
Vers 1932, on propose à l'ASS de devenir le club professionnel de football de la ville de Strasbourg mais celui-ci refuse en voulant garder son titre de club d'amateur, et ce fut ce choix qui permit de créer le Racing Club de Strasbourg qui évolue aujourd'hui en Ligue 1. Jusqu'à l'introduction du professionnalisme, l'ASS s'est disputé avec succès la suprématie du football strasbourgeois avec le Racing Club, fondé sous le nom de FC Neudorf en 1906 et originaire de la banlieue de Neudorf, et, au moins jusqu'au milieu des années 1920, avec le SC Red Star Strasbourg, fondé en 1900 sous le nom de FC Frankonia 1900 Straßburg.

### LaGauliga Elsaß(1940-1945)
Pendant la Seconde Guerre mondiale, le club est à nouveau intégré au championnat allemand sous le nom de SV Straßburg et se maintient une saison (1940/41) dans la plus haute division, la Gauliga Elsaß.

### Entre championnats régionaux et nationaux (1945-1997)
En revanche, depuis la Seconde Guerre mondiale, l'AS Strasbourg n'est plus apparue qu'occasionnellement au niveau national malgré quelques saisons difficiles et une relégation en Promotion d'Honneur en 1951. Certes, dans les années 1950 et 1960, l'AS Strasbourg remporta encore plusieurs fois le championnat d'Alsace (1961, 1966, 1970) et des titres de coupe (1954, 1965, 1966). Mais les derniers grands succès - championnat de Division IV en 1982/83, vainqueur de la Coupe d'Alsace en 1983 et dernière participation au tour principal de la Coupe en 1985/86 - remontent déjà à quelques décennies. À cette époque, la section football comptait 450 membres, soit 35 % des effectifs totaux du club omnisport.

### Dégringolade au niveau district (depuis 1997)
Cependant, au cours des dernières décennies, l'équipe n'est plus apparue au niveau national et évolue dans les divisions inférieures françaises. Depuis le 14 mai 2006, l'ASS a quitté sa glorieuse enceinte du Tivoli et les matchs à domicile se déroulent au tout nouveau complexe de la Rotonde situé à côté de la toute nouvelle patinoire dans le district de Cronembourg.

## Identité du club

### Logos

Logo jusqu'en 2015.
Logo depuis 2015.

## Palmarès et résultats sportifs

### Titres et trophées
| Compétitions nationales | Compétitions régionales | Compétitions locales                                                                                                  |
| --- | --- | --- |
| - CFA Est - Deuxième en 1962 - Division 4 (4e niveau national) - Champion en 1982                                                            | - Division d'honneur Alsace (1er niveau régional) - Champion en 1961, 1966, et 1970. - Coupe d'Alsace de football - Champion en 1954, 1965, 1966 1983 et 2025 | - Division 1 Départementale (1er niveau de district) - Champion en 2011. - Championnat du Bas-Rhin - Champion en 1956 |
| Compétitions allemandes | | |
| - Championnat d'Allemagne du Sud de football : - Champion en 1899 et 1900 - Championnat d'Allemagne du Sud de football D2 - Champion en 1902 | | |

### Parcours en Coupe de France
- 1964-1965 : 6e tour[8]
- 1965-1966 : 32e de finale[9]
- 1966-1967 : 32e de finale[10]
- 1967-1968 : 6e tour[11]
- 1968-1969 : 16e de finale[12]
- 1969-1970 : 6e tour[13]
- 1970-1971 : 16e de finale[14]
- 1971-1972 : 6e tour[15]
- 1973-1974 : 32e de finale[16]
- 1985-1986 : 32e de finale[17]

### Bilan par saison
| Saison | Div.             | Clas.          | Pts.           | M.J.           | Vic.           | Nuls           | Déf.           | B.P.           | B.C.           | D.B.           | Coupe de France | Coupe d'Alsace |
| ------ | ---------------- | -------------- | -------------- | -------------- | -------------- | -------------- | -------------- | -------------- | -------------- | -------------- | --------------- | -------------- |
| 1946   | DH Alsace 67     | 4              | 17             | 16             | 6              | 5              | 5              | 28             | 32             | -4             |                 |                |
| 1947   | DH Alsace 67     | 3              | non-communiqué | non-communiqué | non-communiqué | non-communiqué | non-communiqué | non-communiqué | non-communiqué | non-communiqué |                 |                |
| 1948   | DH Alsace        | 9              | 20             | 22             | 0              | 0              | 0              | 27             | 35             | -8             |                 |                |
| 1949   | DH Alsace        | 5              | 16             | 16             | 6              | 4              | 6              | 27             | 23             | 4              |                 |                |
| 1950   | DH Alsace        | 9              | 14             | 20             | 4              | 6              | 10             | 27             | 42             | -15            |                 |                |
| 1951   | DH Alsace        | 12             | 18             | 26             | 8              | 2              | 16             | 38             | 43             | -5             |                 |                |
| 1952   | PH Alsace        | non-communiqué | non-communiqué | non-communiqué | non-communiqué | non-communiqué | non-communiqué | non-communiqué | non-communiqué | non-communiqué |                 |                |
| 1953   | PH Alsace        | non-communiqué | non-communiqué | non-communiqué | non-communiqué | non-communiqué | non-communiqué | non-communiqué | non-communiqué | non-communiqué | 64e de finale   |                |
| 1954   | DH Alsace        | 12             | 19             | 24             | 5              | 9              | 10             | 29             | 44             | -15            |                 |                |
| 1959   | DH Alsace        | 5              | 22             | 22             | 8              | 6              | 8              | 50             | 49             | 1              |                 |                |
| 1960   | DH Alsace        | 3              | 30             | 22             | 13             | 4              | 5              | 47             | 26             | 21             |                 |                |
| 1961   | DH Alsace        | 1              | 33             | 22             | 15             | 3              | 4              | 68             | 23             | 45             |                 |                |
| 1962   | CFA Est          | 2              | 31             | 26             | 12             | 7              | 7              | 36             | 27             | 9              |                 |                |
| 1963   | CFA Est          | 7              | 24             | 24             | 10             | 4              | 10             | 36             | 33             | 3              |                 |                |
| 1964   | CFA Est          | 6              | 21             | 22             | 7              | 7              | 8              | 36             | 32             | 4              |                 |                |
| 1965   | CFA Est          | 12             | 13             | 22             | 5              | 3              | 14             | 21             | 45             | -24            |                 |                |
| 1966   | DH Alsace        | 1              | 30             | 22             | 13             | 4              | 5              | 42             | 16             | 26             |                 |                |
| 1967   | CFA Est          | 4              | 30             | 26             | 13             | 4              | 9              | 44             | 29             | 15             |                 |                |
| 1968   | CFA Est          | 7              | 24             | 26             | 7              | 10             | 9              | 32             | 37             | -5             |                 |                |
| 1969   | CFA Est          | 12             | 21             | 26             | 8              | 5              | 13             | 36             | 41             | -5             |                 |                |
| 1970   | DH Alsace        | 1              | 39             | 22             | 17             | 5              | 0              | 59             | 12             | 47             |                 |                |
| 1971   | Division 3 Est   | 4              | 25             | 22             | 10             | 5              | 7              | 32             | 25             | 7              |                 |                |
| 1972   | Division 3 Est   | 3              | 36             | 28             | 15             | 6              | 7              | 39             | 26             | 13             |                 |                |
| 1973   | Division 3 Est   | 6              | 32             | 30             | 12             | 8              | 10             | 42             | 36             | 6              |                 |                |
| 1974   | Division 3 Est   | 8              | 32             | 30             | 11             | 10             | 9              | 35             | 43             | -8             |                 |                |
| 1975   | Division 3 Est   | 16             | 12             | 30             | 3              | 6              | 21             | 17             | 68             | -51            |                 |                |
| 1976   | DH Alsace        | 2              | 43             | 28             | 16             | 11             | 1              | 63             | 29             | 34             |                 |                |
| 1977   | DH Alsace        | 2              | 40             | 26             | 18             | 4              | 4              | 50             | 17             | 33             |                 |                |
| 1978   | DH Alsace        | 4              | 32             | 26             | 14             | 4              | 8              | 45             | 29             | 16             |                 |                |
| 1979   | Division 4 Gr. C | 14             | 9              | 26             | 2              | 5              | 19             | 12             | 48             | -36            |                 |                |
| 1980   | DH Alsace        | 9              | 26             | 26             | 11             | 4              | 11             | 32             | 33             | -1             |                 |                |
| 1981   | DH Alsace        | 1              | 38             | 26             | 16             | 6              | 4              | 49             | 15             | 34             |                 |                |
| 1982   | Division 4 Gr. C | 1              | 40             | 26             | 18             | 4              | 4              | 61             | 15             | 46             |                 |                |
| 1983   | Division 3 Est   | 11             | 29             | 30             | 11             | 7              | 12             | 34             | 36             | -2             |                 |                |
| 1984   | Division 3 Est   | 14             | 23             | 30             | 8              | 7              | 15             | 35             | 46             | -11            |                 |                |
| 1985   | Division 4 Gr. C | 7              | 28             | 26             | 10             | 8              | 8              | 34             | 29             | 5              |                 |                |
| 1986   | Division 4 Gr. C | 12             | 20             | 26             | 6              | 8              | 12             | 32             | 38             | -6             |                 |                |
| 1987   | DH Alsace        | 8              | 25             | 26             | 5              | 15             | 6              | 25             | 23             | 2              |                 |                |
| 1988   | DH Alsace        | 5              | 27             | 26             | 9              | 9              | 8              | 31             | 28             | 3              |                 |                |
| 1989   | DH Alsace        | 5              | 31             | 26             | 10             | 11             | 5              | 45             | 36             | 9              |                 |                |
| 1990   | DH Alsace        | 9              | 25             | 26             | 9              | 7              | 10             | 29             | 34             | -5             |                 |                |
| 1991   | DH Alsace        | 8              | 26             | 26             | 10             | 6              | 10             | 36             | 35             | 1              |                 |                |
| 1992   | DH Alsace        | 9              | 25             | 26             | 8              | 9              | 9              | 28             | 35             | -7             |                 |                |
| 1993   | DH Alsace        | 6              | 27             | 26             | 11             | 5              | 10             | 44             | 33             | 11             |                 |                |
| 1994   | DH Alsace        | 7              | 26             | 26             | 0              | 0              | 0              | 0              | 0              | 0              |                 |                |
| 1995   | DH Alsace        | 3              | 37             | 26             | 14             | 9              | 3              | 56             | 26             | 30             |                 |                |
| 1996   | DH Alsace        | 2              | 44             | 26             | 13             | 5              | 8              | 41             | 33             | 8              |                 |                |
| 1997   | DH Alsace        | 14             | 18             | 26             | 5              | 3              | 18             | 24             | 67             | -43            |                 |                |

## Personnalités du club

### Liste des entraîneurs de l'ASS
- juillet 1998 - décembre 1998 : Roland Wagner
- juillet 2006 - décembre 2006: José Lopez

### Anciens joueurs internationaux
Plusieurs joueurs du club sont également appelés à disputer des rencontres internationales. Le premier est Eberhardt Illmer, joueur allemand qui comptabilise une sélection en équipe d'Allemagne lors de l'année 1909. Cinq autres joueurs jouent en équipe de France. Le premier est Alfred Roth, un défenseur qui dispute la rencontre amicale Suisse-France à Genève au Stade des Charmilles en 1920. Le suivant est Émile Friess, gardien de but de l'équipe de France lors de deux rencontres amicales contre la Belgique et l'Espagne en 1922. Le milieu de terrain Pierre Seyler compte deux sélections en équipe de France en 1928. En mars de cette année, il réduit l'écart contre la Suisse à 4-2 en interceptant une passe d'un adversaire à son gardien, la France perdant le match 4-3. Les prestations de Maurice Banide avec l'AS Strasbourg lui permettent de participer à trois matchs de l'équipe de France en 1929. Il totalise ensuite six autres sélections lors de sa carrière au Football Club de Mulhouse, au Club français puis au Racing Club de Paris. Émile Scharwath est le joueur de l'ASS totalisant le plus de capes en équipe de France puisqu'il dispute sept rencontres internationales au printemps 1932.

#### Anciens joueurs notables
- Walther Bensemann
- Ivo Schricker
- Gustav Manning
- Pascal Malbeaux
- Marc Molitor
- André Maschinot
- Étienne Mattler

## Stade de la Rotonde
Le stade de la Rotonde est un stade situé sur la commune de Strasbourg, à l'entrée du quartier de Cronenbourg.
D'une capacité de 400 places, son club résident est l'AS Strasbourg.
Deux terrains synthétiques sont séparés par un bâtiment accueillant les vestiaires surplombés par la tribune donnant sur le terrain principal. Ce dernier est également doté d'une piste d'athlétisme.
L'ouverture du stade date du 14 mai 2006 et l'architecte était Michel Girold.